# 萨米尔·利马·德·阿劳约
萨米尔·利马·德·阿劳约（Samir Lima de Araújo，1981年10月25日—），是一名巴西职业足球运动员，现效力于日本职业足球乙级联赛球会福冈黄蜂。

## 职业生涯
2004年9月，他作为加利的替代者从巴西豪门科林蒂安加盟中甲球队广州日之泉，参加2004赛季下半程。9月6日，他在广州日之泉2比1击败浙江绿城的比赛中首次在中甲联赛出场。9月22日，他在广州日之泉迎战青岛海利丰的比赛进行到第82分钟时打破场上僵局，射进他在广州日之泉的首个进球，但广州队在最后一分钟丢球，最终1比1战平对手。他在2004赛季为广州队出场16次，打进3球。
2005年，萨米尔转投另一支中甲球队江苏舜天，但他的表现不佳，整个赛季只为江苏队打进2球，被球迷称为水货并在赛季结束后被弃用。随后他加盟巴西足球甲级联赛球队费古埃伦斯。
2007年3月18日，萨米尔再次来到中国，加盟中甲球队北京宏登。他在球队担任前腰，在8月11日北京宏登3比1击败哈尔滨毅腾的比赛中打进在北京宏登的第一个也是唯一一个进球。他在赛季结束后离开中国，回到巴西。
2012年3月，萨米尔转会加盟日本职业足球乙级联赛球队福冈黄蜂。